# Osowo (powiat wrzesiński)
Osowo – wieś w Polsce położona w województwie wielkopolskim, w powiecie wrzesińskim, w gminie Września.
W latach 1975–1998 miejscowość należała administracyjnie do województwa poznańskiego.